# Neoconocephalus flavirostris
Neoconocephalus flavirostris är en insektsart som först beskrevs av Ludwig Redtenbacher 1891.  Neoconocephalus flavirostris ingår i släktet Neoconocephalus och familjen vårtbitare. Inga underarter finns listade i Catalogue of Life.